# Dymaczewo Stare
Dymaczewo Stare – wieś w Polsce położona w województwie wielkopolskim, w powiecie poznańskim, w gminie Mosina. 

## Części wsi
| SIMC    | Nazwa   | Rodzaj    |
| ------- | ------- | --------- |
| 0589731 | Kierzki | część wsi |

## Historia i pamiątki
Lokacja przywilejem z 13 maja 1751 na prawach wsi olęderskiej. Pierwotna nazwa - Dymaczewskie Stare Olendry.
W latach 1975–1998 miejscowość administracyjnie należała do województwa poznańskiego.
W centrum wsi pomnik (obelisk) ku czci Ludwika Bajera, powieszonego przez hitlerowców na gruszy za pomoc, jakiej udzielił zbiegłym jeńcom rosyjskim i angielskim. Egzekucji dokonano 22 maja 1942. Pomnik ufundowało społeczeństwo wsi i okolic, a odsłonięcie nastąpiło 13 października 1945. Główna ulica wsi również nosi miano tego bohatera. 
Przy ul. Bajera pozostałości cmentarza ewangelickiego (bez nagrobków). W stronę Górki prowadzi aleja czereśniowa (zabytek przyrody).

## Turystyka
Przy przystanku PKS w Dymaczewie Starym znajduje się koniec  szlaku turystycznego Trzebaw Rosnówko – Dymaczewo Stare.

## Galeria

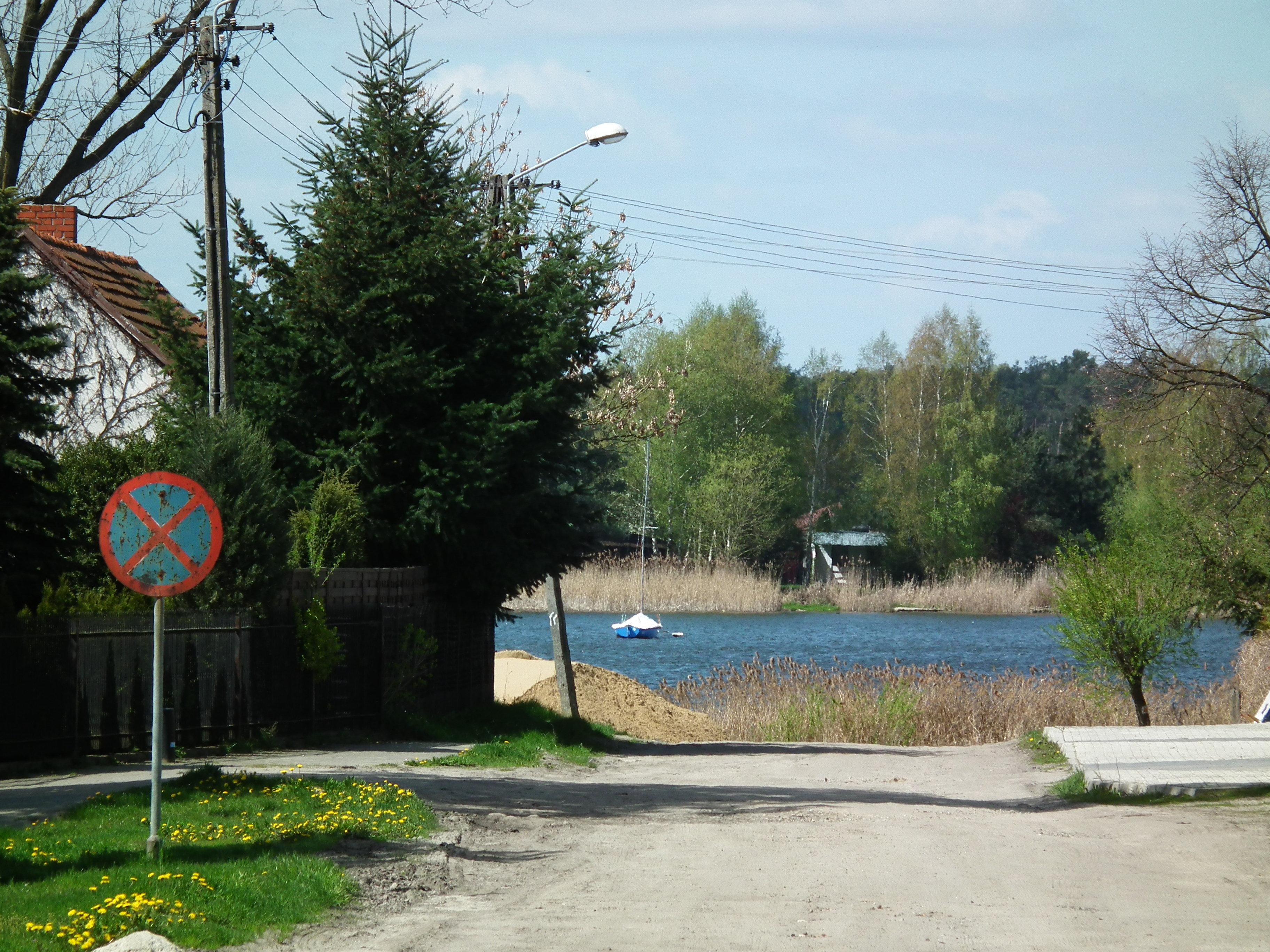
Jezioro Dymaczewskie
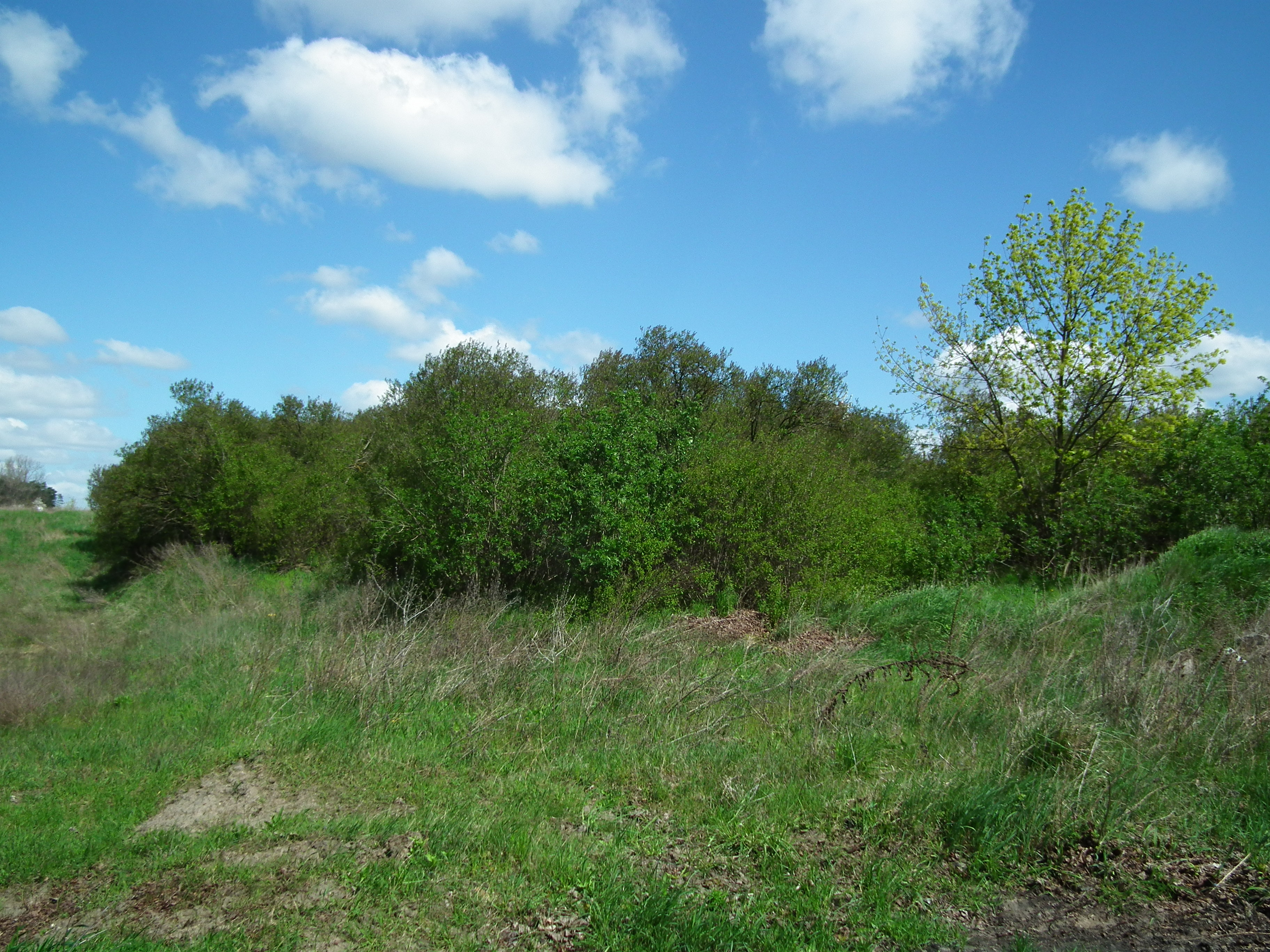
Cmentarz ewangelicki
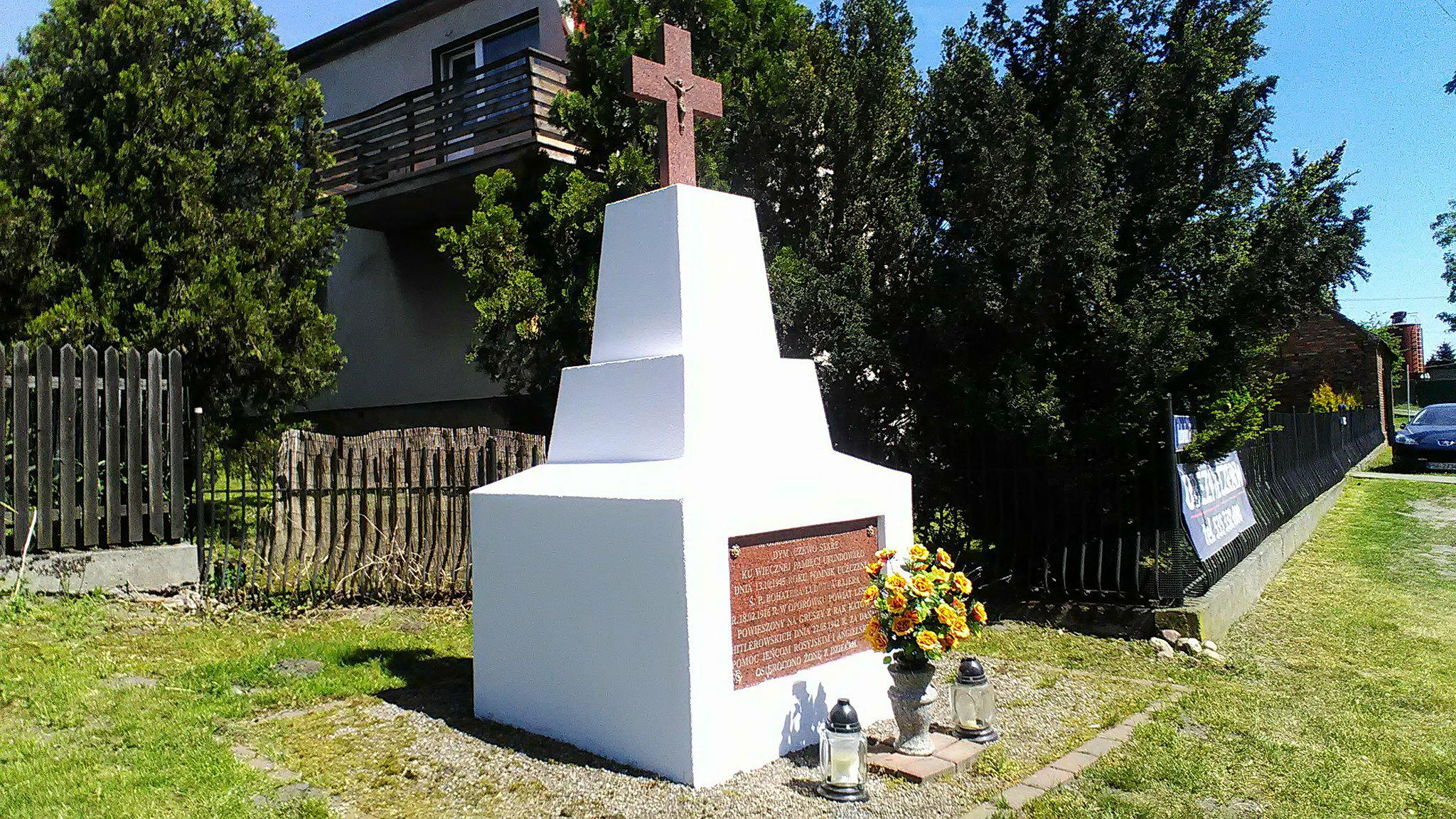
Pomnik Ludwika Bajera